# رگنیتس
رگنیتس رودی است که از فرانکونی سرچشمه می‌گیرد و به رود ماین می‌ریزد. این رود از کشور آلمان می‌گذرد.